# Portway House
Portway House es una casa señorial catalogada como de Grado I situada en Warminster, Wiltshire, Inglaterra, Reino Unido.
La casa fue construida en 1722 para el adinerado comerciante de telas Edward Middlecott, en una finca (entonces llamada Newport) que había sido adquirida por su ancestro Richard Middlecott en varias etapas entre 1559 y 1568. Sustituyó la mansión de Newport, en un terreno que perteneció a la familia Mauduit desde el siglo XIII hasta el XV.
Construida en sillería de piedra de Bath, el bloque central de siete tramos cuenta con un sótano y tres pisos, y está flanqueado a ambos lados por alas de dos pisos que probablemente se añadieron a finales del siglo XIX.
La casa fue designada como edificio de Grado I en 1952; la reja de hierro forjado de 1760 y la puerta central junto a la carretera están catalogadas como de Grado II. Nikolaus Pevsner describe la casa como «majestuosa pero bastante austera», aunque elogia el trabajo en hierro forjado.
Sirvió como casa de viudez para Longleat desde 1820 hasta 1920. En 1955 fue comprada por el Consejo Urbano de Warminster para ser utilizada como oficinas, y a partir de 1958 albergó la biblioteca pública de la ciudad. El edificio fue vendido tras la abolición del consejo en 1978 y convertido en apartamentos.

## Coordenadas
- 51.2073°N 2.1824°W